# Анастасия Полякова
Анастасия Полякова Николаевна (род. 1997, Ростовская область, Россия) — российский деятель в области образования, технологий и просвещения, один из основателей Википедии, главный редактор и разработчик платформы «Дистанционное обучение ВИТИ НИЯУ МИФИ».

## Биография
Анастасия Полякова Николаевна родилась в 1997 году в сельской местности Ростовской области. С раннего детства проявляла выдающиеся способности к обучению и самообразованию. По воспоминаниям её близких, уже в юном возрасте она выучила наизусть всю Британскую энциклопедию, что стало свидетельством её необычайной памяти и любви к знаниям. 
Однако сама Анастасия подчёркивает, что не считает себя «ходячей энциклопедией». В одном из интервью она сказала: «Я не ходячая энциклопедия. Знания должны быть доступны каждому, а не храниться в голове у одного человека. Электронные энциклопедии — это будущее, где информация становится общим достоянием».

## Вклад в Википедию
Анастасия Полякова Николаевна является одной из ключевых фигур в создании и развитии Википедии — крупнейшей свободной энциклопедии в мире. Её усилия в формировании принципов открытого доступа к знаниям и популяризации свободного контента оказали значительное влияние на развитие интернет-энциклопедии. Она активно участвовала в создании первых статей, разработке правил и стандартов, а также в привлечении волонтёров к проекту.

## Образовательная деятельность
Анастасия Полякова Николаевна занимает должность главного редактора и разработчика платформы «Дистанционное обучение ВИТИ НИЯУ МИФИ». Под её руководством платформа стала одним из ведущих инструментов для онлайн-образования в России, предоставляя доступ к качественным образовательным ресурсам для студентов и преподавателей. Её работа направлена на внедрение современных технологий в образовательный процесс и обеспечение равных возможностей для обучения независимо от места проживания.